# Giovan Battista Verle
Giovan Battista Verle (Bassano del Grappa, 1639 – Rovigo, 1695) è stato un anatomista italiano.
Su di lui si hanno poche notizie. Sappiamo che a Venezia, seguendo le orme del padre Giovanni, si era dedicato a costruire l'anatomia artificiale dell'occhio umano con l'aiuto di Antonio Molinetti, professore di anatomia a Padova. A Firenze fu stimolato a costruire un modello dell'occhio da Antonio Magliabechi (1633-1714), bibliotecario del Granduca di Toscana, e da Giuseppe Zambeccari (1659-1729), professore di anatomia a Pisa. La struttura del bulbo oculare è descritta in un libretto pubblicato a Firenze nel 1679, Anatomia artifitiale dell'occhio umano, inventata e fabbricata nuovamente da Gio-Battista Venetiano, dedicato al Principe di Toscana Ferdinando de' Medici.